# Хетман
Хетман (укр. гетьман, рус. гетман) је титула највишег војног команданта у Пољско-литванској унији, и по важности долази одмах иза титуле краља. Ту титулу користили су и козаци у Украјини и Русији од 16. века, а користили су и хусити за време хуситских ратова у 15. веку.

## Етимологија
Постоји консензус да је порекло од старонемачке речи hauptmann, (haupt главни mann човек) хауптман и од средњонисконемачког hoed-man, а у пољском etman од 14. и 15. века. Хауптман је представљао ознаку чина од средњовековних времена, а значио је капетана, иако је одговарао данашњем генералу. Постоји још једна теорија да је немачки hauptmann настао од пољског "Hetman/Hatman" али то се сматра мање вероватним.

## Хетмани Пољске и Литваније
Прва титула хетмана у Пољској јавља се 1505. године. Назив хетман добијао је вођа пољске војске, а до 1581. титулу хетмана имао је само током војног похода и ратова. После 1581, то је постала стална титула у краљевини Пољској и Пољско-литванској унији. У свако време постојала су четири хетмана, по два за Пољску и два за Литванију. Један је био велики хетман, а други је био заменик. Титула се није могла одузети, сем у изузетним случајевима издајства. Фактички је то значило да је титула хетмана доживотна.
Хетмани су били главни војни команданти после краља. Није их плаћала краљевска благајна, а краљ их није могао сменити, тако да су били независни и могли су водити независну политику. То је било добро за државу, када је краљ био слаб, а радило се о хетману великих способности. Међутим у супротним случајевима било је јако лоше, као у случају Миколаја Потоцког 1648. године.
Реформа из 1776, ограничила је моћ хетмана. После Треће поделе Пољске 1795. укинути су хетмани.

## Хетмани код козака
При крају 16. века, заповедници запорошких козака називани су атамани (Кошеви атаман). Од 1572, хетман је био заповедник регистроване козачке војске Пољско-литванске уније. Од 1648. и почетка побуне Богдана Хмељницког, хетман је био поглавар Украјине. Иако су били бирани, украјински хетмани су имали велику моћ и деловали су као поглавари козачке државе, њихови главни војни заповедници и главни законодавци.
Након цепања Украјине дуж реке Дњепар по пољско-руском споразуму у Андрусову 1667, украјински козаци су постали познати као козаци леве обале. У Руској Империји, Катарина Велика је укинула хетмане 1764. године. Последњи хетман козачке војске и тиме хетман Украјине био је Кирило Розумовски, који је владао од 1751. до 1764. године.
За време Октобарске револуције и касније од 1917. до 1920, у Украјини се поново користила титула хетмана. Почетком 1918. укинута је социјалистичка скупштина и Народна Република Украјина, и уз подршку Немачке успостављен је хетманат или монархија, на челу са Павлом Скоропадским као хетманом Украјине. Хетманат је трајао до краја 1918. године.